# NGC 2650
NGC 2650 је спирална галаксија у сазвежђу Велики медвед која се налази на NGC листи објеката дубоког неба.
Деклинација објекта је + 70° 17' 58" а ректасцензија 8h 49m 58,3s. Привидна величина (магнитуда) објекта NGC 2650 износи 13,3 а фотографска магнитуда 14,1. NGC 2650 је још познат и под ознакама UGC 4603, MCG 12-9-20, CGCG 332-18, PGC 24817.